# Antenor (skulptör)
Antenor var en grekisk skulptör, verksam i Aten under 500-talet f.Kr.
Antenor utförde de berömda bronsstoderna av tyrannmördarna Harmodios och Aristogeiton, vilka 480 f. Kr. bortfördes till Susa av Xerxes I och 477 f. Kr. ersattes med verk av Kritios och Nesiotes, förmodligen i nära anslutning till Antenors skulpturer och kända genom en marmorkopia i Neapel. En av de på Akropolis i Aten funna arkaiska kvinnostatyerna (Korai) är enligt en inskription utförd av Antenor.